# L'Homme des plaines
Ne doit pas être confondu avec L'Homme de la plaine ou L'Homme des Hautes Plaines.
Pour plus de détails, voir Fiche technique et Distribution.
L'Homme des plaines (titre original : The Boy from Oklahoma) est un film américain réalisé par Michael Curtiz sorti le 27 février 1954.
Ce film de western, basé sur une histoire de Michael Fessier, The Sheriff Was Scared, a été adapté en série télévisée sous le nom Sugarfoot pour ABC, diffusée de 1957 à 1961. Le pilote de cette série, intitulé Brannigan's Boots, réunit une partie des acteurs du film.

## Fiche technique
- Titre : L'Homme des plaines
- Titre original : The Boy from Oklahoma
- Réalisation : Michael Curtiz assisté de Oren Haglund
- Scénario : Frank Davis, Winston Miller d'après une histoire de Michael Fessier
- Dialogues : Norman Stuart
- Photographie : Robert Burks
- Montage : James Moore
- Musique :
  - Compositeur : Max Steiner
  - Chef d'orchestre : Murray Cutter
- Direction artistique : Leo K. Kuter
- Décors : Emile Kuri
- Costumes : Howard Shoup
- Maquillage : Gordon Bau
- Son : Stanley Jones
- Effets spéciaux : Hans F. Koenekamp, William C. McGann
- Producteur : David Weisbart
- Société de production : Warner Bros.
- Société de distribution : Warner Bros.
- Pays d'origine :  États-Unis
- Genre : Western
- Langue : Anglais
- Durée : 87 minutes
- Dates de sortie :
  -  États-Unis : 27 février 1954

## Distribution
- Will Rogers : Shérif Tom Brewster
- Nancy Olson : Katie Brannigan
- Lon Chaney Jr. : Crazy Charlie
- Anthony Caruso : Maire Barney Turlock
- Wallace Ford : Chef de poste Wally Higgins
- Clem Bevans : Pop Pruty, juge de paix
- Merv Griffin : Steve
- Louis Jean Heydt : Paul Evans
- Sheb Wooley : Pete Martin
- Slim Pickens : Shorty
- Tyler MacDuff (en) : Billy the Kid
- James Griffith : Joe Downey

Acteurs non crédités :
- Bud Osborne : Un prisonnier
- Charles Wagenheim : Hymie
- Joan Weldon : Maybelle